# Scyletria
Scyletria is een geslacht van spinnen uit de familie hangmatspinnen (Linyphiidae).

## Soorten
De volgende soorten zijn bij het geslacht ingedeeld:
- Scyletria inflata Bishop & Crosby, 1938